# Pro Evolution Soccer 2019
Pro Evolution Soccer 2019 (officiellement abrégé en PES 2019, également connu au Japon comme Winning Eleven 2019) est un jeu vidéo de football de la série Pro Evolution Soccer développé par PES Productions et édité par Konami, sorti en août 2018 sur PC, Xbox One et PlayStation 4. Ce nouvel opus est le 18e de la série PES. L'ailier du FC Barcelone Philippe Coutinho ainsi que l’avant-centre de l’ As Monaco Radamel Falcao apparaîtront  sur la couverture de l'édition standard tandis que David Beckham apparaîtra sur la couverture de l'édition spéciale.
Dans cette nouvelle édition, Konami a augmenté le nombre de licences, ce qui signifie plus de ligues et de stades ainsi qu'une variété de nouvelles légendes jouables. PES 2019 contient la Superligaen danoise, la Liga NOS portugaise, la Jupiler Pro League belge, la Super League suisse, la Premiership écossaise, la Primera División argentine et la Première ligue russe. Toutefois, Konami a annoncé qu'il n'avait pas renouvelé son accord avec l'UEFA pour la Ligue des Champions, la Ligue Europa, et la Super Coupe de l'UEFA, puis la Ligue des Nations, la Coupe de France, la Coupe de la Ligue, et le Trophée des champions. La licence est désormais utilisée dans le jeu FIFA 19 celle de la Ligue des Champions de la Ligue Europa et de la Supercoupe d'Europe[pas clair].

## Système de jeu

### Nouveautés
Konami a annoncé que l'International Champions Cup, la compétition de pré-saison, a été ajoutée. Le système de négociation et la gestion du budget ont été améliorée.
Onze nouveaux traits techniques tel que la passe aveugle, le tir plongeant, le double contact ou le blocage de balle ont été ajoutés afin d'augmenter les qualités individuelles de chaque joueurs. La fluidité et les animations des dribbles dépendent désormais de la position du joueur, du ballon et de la position de l’adversaire.
La Fatigue Visible est un ajout visant à rééquilibrer le système de condition physique et à augmenter la fatigue des joueurs sur le terrain, ces derniers pouvant s’exposer à des blessures en cas de fatigue trop intense.
PES 2019 intègre le logiciel Enlighten et apporte des effets visuels plus réalistes. Le jeu est compatible avec la technologie 4K, sur PC, PlayStation 4 Pro et Xbox One X. Cela permet d'avoir des graphismes encore plus clairs et une gamme de couleurs encore plus réaliste. La neige fait également son retour en tant que condition météorologique.

### Licences du jeu
Le 24 juillet 2017, Konami et l'International Champions Cup signent un accord de partenariat, le tournoi sera présent dans le jeu vidéo comme un tournoi de pré-saison dans le mode Ligue des Masters. L'UEFA a annoncé que l'accord de coopération avec Konami, concernant le jeu Pro Evolution Soccer, est terminé. Ainsi, la Ligue des Champions, la Ligue Europa et la Super Coupe d'Europe ne sont pas présentes dans le jeu. Le site officiel du jeu mentionne l'arrivée de nouvelles ligues et indique qu'il y aurait sept nouvelles ligues européennes.
Le 1er juin 2018, Konami a annoncé sur son site internet que le club allemand du Borussia Dortmund ne serait pas officiellement licencié dans PES 2019, malgré le fait que le club apparaisse dans certains des actifs promotionnels du jeu. Konami a déclaré que "l'accord de licence était d'utiliser les logos, les joueurs, le stade et d'autres caractéristiques des produits Konami du Borussia Dortmund jusqu'en juin 2020. Mais cet accord a été prématurément interrompu par le Borussia Dortmund". La société japonaise a toutefois assuré à ses joueurs que la série PES continuera à fournir de nouvelles façons de profiter du football grâce à de nouveaux partenariats avec divers clubs et ligues.
Le 4 juin 2018, Konami annonce avoir conclu un partenariat avec le Schalke 04 et qui se traduit par l'intégration du Veltins-Arena modélisé intégralement avec l'emploi de technologies de numérisation en 3D,. Le jeu inclut donc une reproduction très fidèles des visages des joueurs, des maillots ainsi qu'un sponsoring réel. Alexander Jobst, directeur marketing de Schalke, a déclaré que "Schalke était heureux d'avoir à son bord un fabricant de jeux de renommée mondiale comme Konami". Il montre le rôle principal que Schalke a dans le monde du e-sport. Jonas Lygaard a affirmé que : "Le FC Schalke 04 est l'un des clubs les plus célèbres et les plus prospères d'Europe et travaille dur dans le domaine des sports électroniques".
Pour la première fois, un jeu vidéo de football a été utilisé dans un but promotionnel de maillot. Le club anglais de Liverpool a dévoilé son nouveau 3e maillot pour la saison 2018-2019 en utilisant des images de jeu de PES 2019 via un post sur les réseaux sociaux. Liverpool affirme être le "premier club à utiliser les graphismes de jeux vidéo pour lancer un nouveau maillot"

### Mode de jeu
Le mode myClub propose plusieurs changements pour ce nouvel opus, notamment une meilleure inclusion du mode PES League avec des mises à jour hebdomadaires des différentes équipes selon le niveau du joueur ainsi qu'un système de cartes comparable à celui de FIFA Ultimate Team. Les modes déjà présents dans les éditions précédents comme le mode coopératif et les légendes sont aussi présents.

## Accueil
- Canard PC : 6/10[11]